# Митрович, Стефан (футболист, 1990)
Сте́фан Ми́трович (серб. Стефан Митровић; 22 мая 1990, Белград, Югославия) — сербский футболист, защитник клуба «Гент». Выступал за сборную Сербии.

## Карьера
Карьеру Стефан начал в 2010 году в клубе «Петржалка». Сыграв за команду в 9 матчах, футболист перебрался в «Зброёвка» из Брно, а в ходе сезона 2011/12 присоединился к «Металацу». Сезон 2012/13 защитник провел в стане «Кортрейка».
В 2013 году Митрович подписал соглашение с португальской «Бенфикой». Пробиться в основу ему не удалось, поэтому большую часть сезона Стефан провёл в команде Б. В начале 2014 года игрока отдали в аренду испанскому «Вальядолиду».
В июле 2014 года он стал игроком немецкого «Фрайбурга». Клуб заплатил 1,8 миллиона евро лиссабонской «Бенфике» за трансфер игрока. После неудачного сезона в команде и вылета клуба из Бундеслиги он вернулся в Бельгию, в «Гент».
1 июля 2018 года Митрович перешёл в «Страсбург». В клубе быстро стал капитаном. 30 марта Митрович выиграл первый трофей в своей карьере Кубок французской лиги. 8 августа 2019 года забил свой первый гол в составе «Страсбура» в ворота болгарского «Локомотива» Пловдив в первом матче третьего квалификационного раунда Лиги Европы.
В июле 2021 г. перешёл в «Хетафе».

## Сборная
31 мая 2014 года под руководством тренера Любинко Друловича Стефан дебютировал за сборную Сербии в товарищеском матче против Панамы.